# Cyphastrea emiliae
Espèce
Cyphastrea emiliae est une espèce de coraux appartenant à la famille des Merulinidae.